# وادي غزة

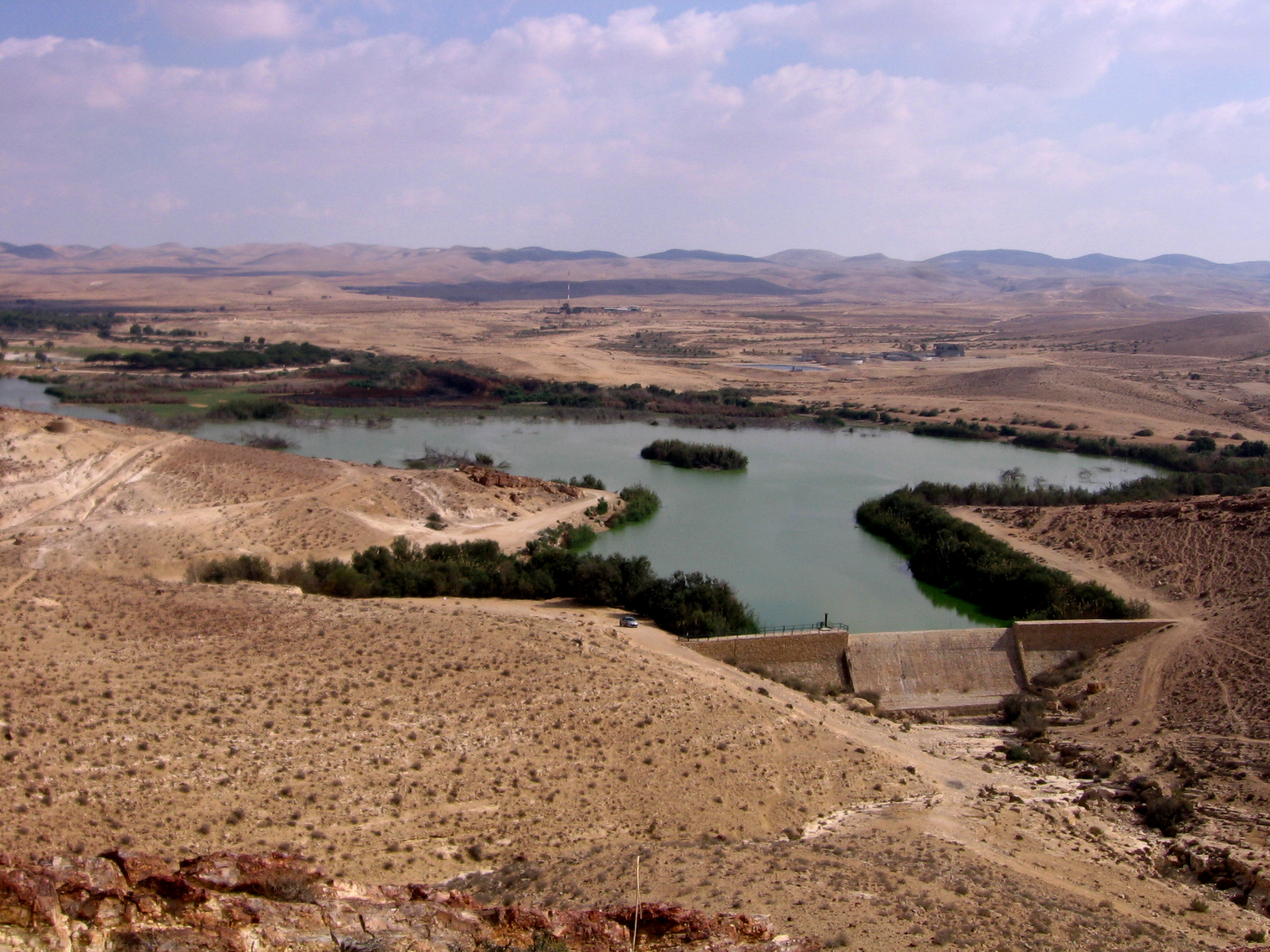
خزان يروحام

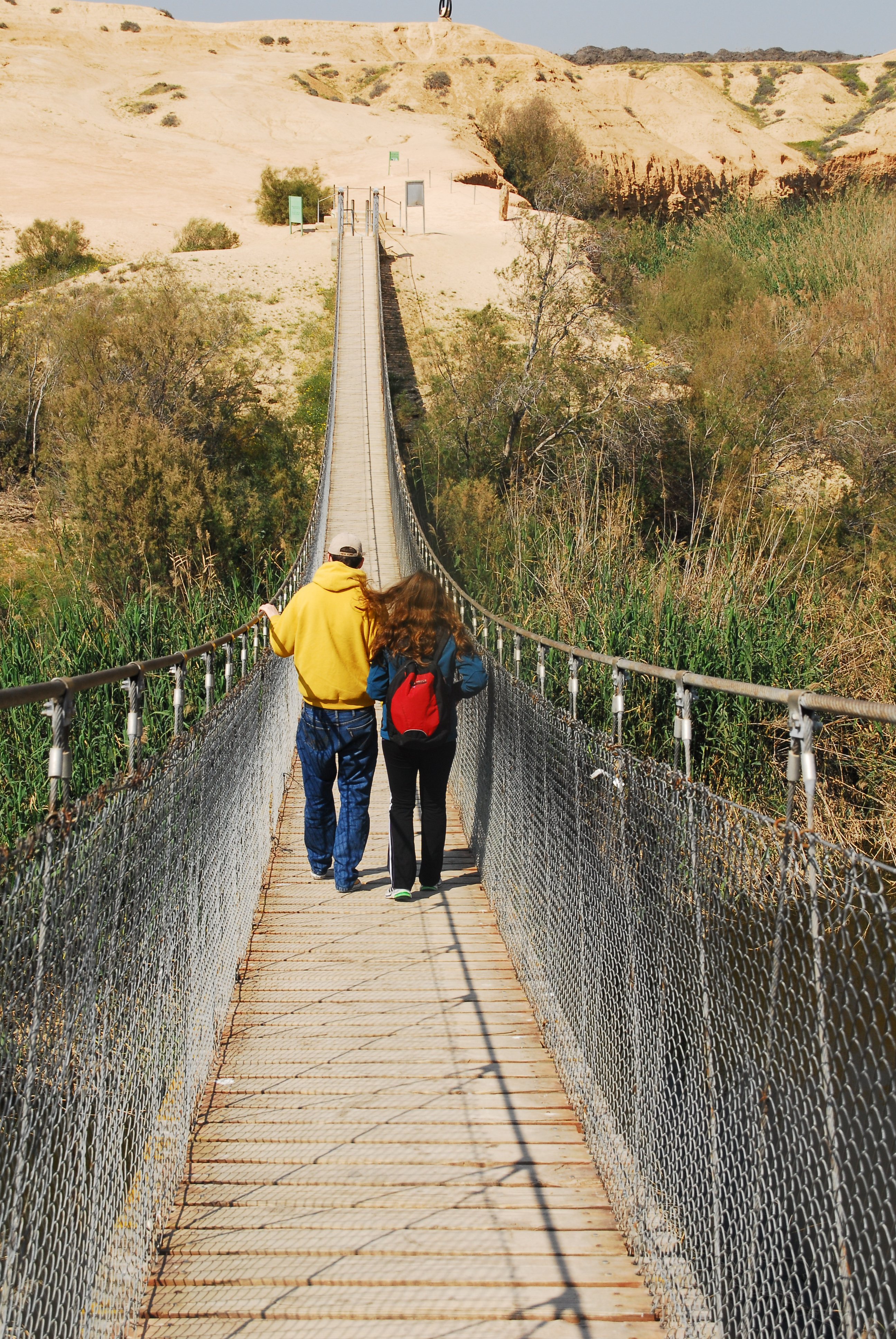
جسر عبر وادي غزة، النقب الغربي

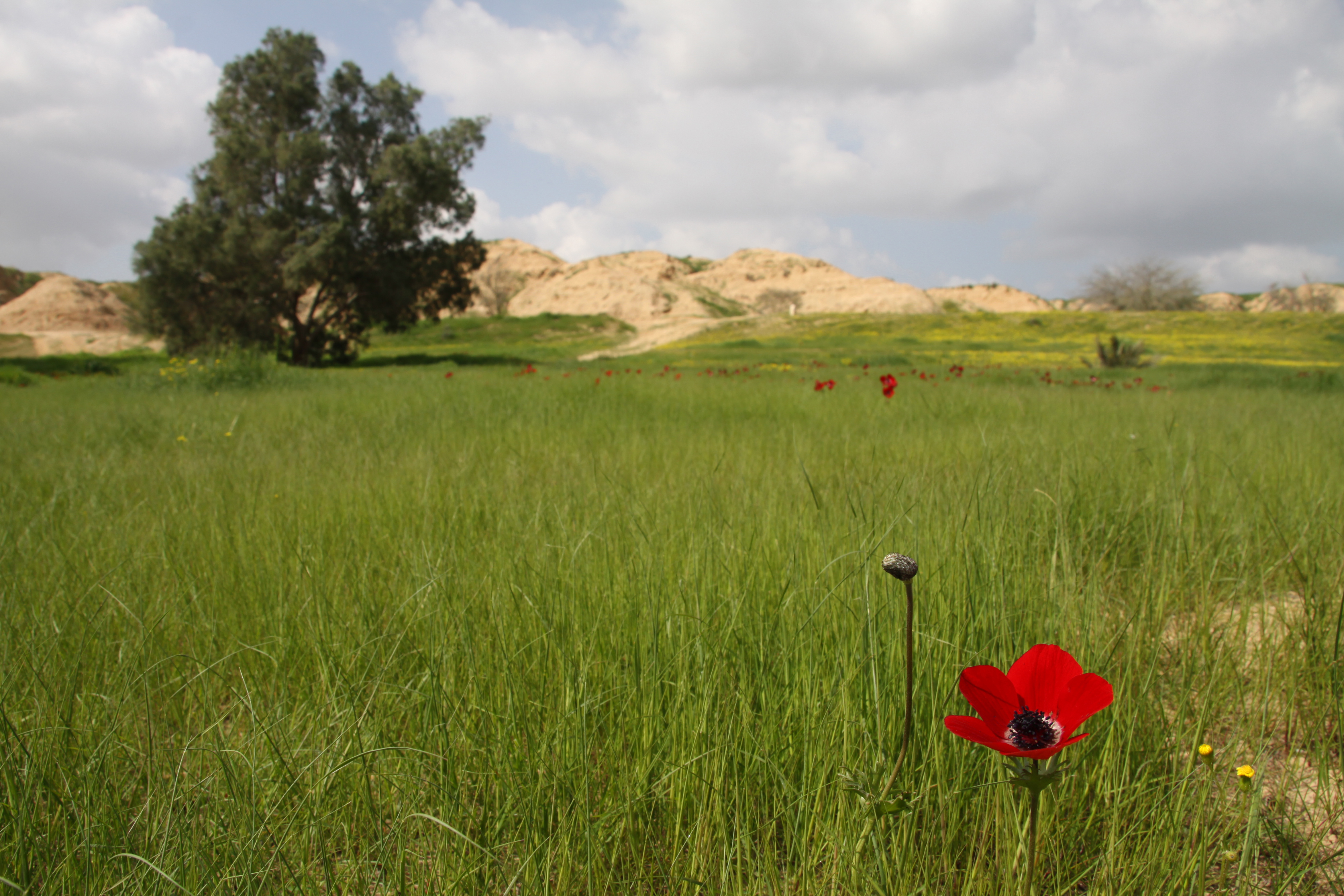
شقيقة نعمان حمراء قريبة من وادي غزة. تنتشر في المنطقة الجروف الراسبية الطفالية، حيث يمكن رؤية أحدها في الخلفية.

وادي غزة واد في جنوب فلسطين المحتلة. يبدأ المجرى من شمال النقب مرورًا بجبال الخليل، ويبلغ طوله 105 كم ويصب في البحر المتوسط قريبا من مدينة الزهراء في قطاع غزة، ويقطع غزة في مسافة 9 كم، ومنه الاسم العربي وادي غزة. يسمى الجزء العلوي منه وادي الشلالة وفقا لما ورد في خريطة كتاب مسح فلسطين الغربية الصادر في عام 1878. تنتشر على طول الوادي مجموعة من المواقع الأثرية المهمة. يعد الجزء من طبقة المياه الجوفية الساحلية والذي يقع ضمن حدود قطاع غزة المصدر الهام الوحيد للمياه في القطاع. يعتبر الوادي محمية طبيعية أعلنت عنها السلطة الوطنية الفلسطينية عام 1994.

## التاريخ
في العهد القديم، كان وادي غزة (أو البَسُور كما يعرف في التوراة العبرية) عبارة عن واد أو غدير في أقصى الجنوب الغربي من يهوذا، حيث تخلف 200 من رجال داود بسبب الإغماء بينما طارد 400 أخرون العماليق ( 1 صموئيل 30:9-10، 30:21 ). عرفه الكنعانيون باسم "وادي البَسُور" لارتباطه في مملكتهم بيسور، وعرف أيضًا باسم "وادي الحسا" و"نهر ثابتا" نسبة لقرية ثبتا البيزنطية، واكتسب اسمه وادي غزة من مدينة غزة أكبر المدن التي يمرّ بها.

## أهمية بيئية
يعدّ وادي غزة حين يتلقي بالساحل وبشكّل بركًا محطّة مهمّة للطيور المائية المهاجرة مثل، البلشون وأبو منجل والسمان، ويعيش على ضفاف الوادي طيور أخرى مثل، المالك الحزين، البلشونات والزقزاق والشنقب الشائع وأبو المغازل والنوارس والوروار والطيطوي والغر ودجاجة الماء. ومن جهته الشرقية نظامًا بيئيًا جافًا مع بحيرات موسمية تجفّ لتتحول لبيئات جافّة فتستوطنها الزواحف والطيور وبعض القوارض. وتنمو على أطرافه العديد من الأشجار والشجيرات كالأثل والنيلي ووردة الذيب والقريص والسموة والتمباك البري والداتورة والحنون والنتش والحمصيص.

### التلوث البيئي
يعدّ الوادي أحد المسطحات المائية في قطاع غزة، قبل أن يعبث به الاحتلال الإسرائيلي، إذا قام الاحتلال في عام 1975 ببناء سدود مائية اعتراضية لتحويل الموارد المائية التي تغذي الوادي إلى المستوطنات شمالي النقب، وبلغ ما صادره الاحتلال من مياهه نحو 800 مليون لتر مكعب. من حين إلى آخر يفتح الاحتلال السدود فتفيض على منازل الغزية على طرفيه. تفاقم الوضع في الوادي بعد أن صبت المستوطنات مياهها العادمة في مجرى الوادي. وتحول الوادي بمقطع غزة إلى مكرهة بيئية وهجرته الطيور والحيوانات وتحول لمصدر للأوبئة والأمراض والروائح الكريهة لسكان المنطقة

## المواقع الأثرية
على امتداد الوادي من بئر السبع حتى مدينة غزة، يوجد 15 موقعًا أثريًا منها:
- تل العجول
- تل الصنم
- تل أم عامر
- تل الطور
- تل السكن

## جغرافيا
تمتد المنطقة الجغرافية المعروفة باسم وادي غزة من الحدود الإسرائيلية مع قطاع غزة إلى كيبوتس أوريم في الجنوب. تعد المنطقة منطقة سهلية يبلغ ارتفاعها 70-80 مترا فوق سطح البحر.
روافد وادي غزة من الجنوب إلى الشمال:
- وادي الراعي
- وادي حلقيم
- وادي الثميلة
- وادي عسلوج
- وادي عوسجة
- وادي الخلصة
- وادي المشاش
- وادي بئر السبع
- وادي شنيق
- وادي الشلالة
- وادي الشريعة
- وادي أبي قطرون